# Округ Калпепер (Вирџинија)
Округ Калпепер (енгл. Culpeper County) је округ у америчкој савезној држави Вирџинија.

## Демографија
По попису из 2010. године број становника је 46.689, што је 12.427 (36,3%) становника више него 2000. године.
| Група             | 2000.          | 2010.          |
| Белци             | 26.413 (77,1%) | 33.482 (71,7%) |
| Афроамериканци    | 6.220 (18,2%)  | 7.368 (15,8%)  |
| Азијати           | 225 (0,7%)     | 607 (1,3%)     |
| Хиспаноамериканци | 858 (2,5%)     | 4.157 (8,9%)   |
| Укупно            | 34.262         | 46.689         |